# Atzeneta del Maestrat
Atzeneta del Maestrat és un municipi del País Valencià de la comarca de l'Alt Maestrat.
L'1 de gener de 2023 el municipi va passar de pertànyer cartogràficament a la comarca de l'Alcalatén a pertànyer a la comarca de l'Alt Maestrat com havia estat històricament, amb l'entrada en vigor el nou mapa de comarques del País Valencià, elaborat per l'Institut Cartogràfic Valencià (Llei 8/2022, de 29 de desembre; DOGV, num. 9501 de 30/12/2022).
Té un terme municipal de 71,26 km², bona part del qual fita amb la comarca de l'Alcalatén. Limita amb els termes municipals de Vistabella, Benafigos, Culla, Xodos, Llucena i les Useres. Les comunicacions són fàcils des de Castelló de la Plana, que està a uns 47 quilòmetres de distància.

## Símbols
L'escut oficial té el blasonament següent: Escut quadrilong de punta redona. En camp de gules, un castell d'or amb tres homenatges, maçonat i aclarit de sable. Per timbre, una corona reial oberta. Es tracta de l'escut tradicional de la vila, usat si més no des del segle xviii, que representa el castell d'Atzeneta, construcció del segle xi de la qual es conserven tan sols la torre mestra i una ermita.

## Geografia
El municipi d'Atzeneta se situa en una cubeta a 400 m d'altitud, envoltat de muntanyes que tenen una altitud entre 700 i 1200 m. Les serres que tanquen la cubeta són el massís de Penyagolosa (1.814 m) a l'oest, serra de la Creu al sud i serra d'En Segures al nord i Esparreguera a l'est. El pic més elevat al terme municipal és el pic Nevera, a 1.194 m d'altitud.
El corredor en què es troba afavorix l'acumulació de materials sedimentaris i està drenat per un gran nombre de barrancs i rambles, el més important dels quals és el riu de Montlleó, que naix en terres de Terol per a vessar el seu cabal a la Rambla de la Vídua a pocs quilòmetres del municipi.
El clima és de transició entre el mediterrani costaner i el de muntanya, si bé s'ha de tindre en compte que la situació del municipi, afonat en una cubeta, sovint provoca inversions tèrmiques a l'hivern. Les temperatures mitjanes estan al voltant dels 14,5 °C i les precipitacions s'acosten als 645 mm anuals.

## Història
El topònim Adzeneta és d'origen àrab, deriva del seu primer senyor àrab, Zanet, i la seua tribu barbaresca, Az Zanata. Encara que s'hi han trobat restes de l'edat del bronze, la història documentada d'Atzeneta s'inicia amb l'ocupació de la vall pels berbers, sent Culla el cap dels seus dominis. Després de la conquesta cristiana, Jaume I (1208-1276) va donar Atzeneta a Blasc d'Alagó l'11 de maig de 1235, com a part del castell de Culla. Guillem d'Anglesola donà carta pobla l'11 de gener de 1272 a huitanta pobladors i en 1303 la vengué a l'orde del Temple. Quan est orde militar es va dissoldre, Atzeneta va passar a pertànyer al de Montesa, inclosa en la Setena de Culla. Des de 1587 els béns de l'orde pertanyien a la Corona però amb jurisdicció de l'orde sota senyoriu de la qual va romandre Atzeneta fins a 1834, any en què s'abolí el règim senyorial. Durant les guerres carlines fou escenari d'alguns enfrontaments, el més important dels quals va protagonitzar-lo el general O'Donnell (1809–1867) quan va alçar el setge de Llucena.

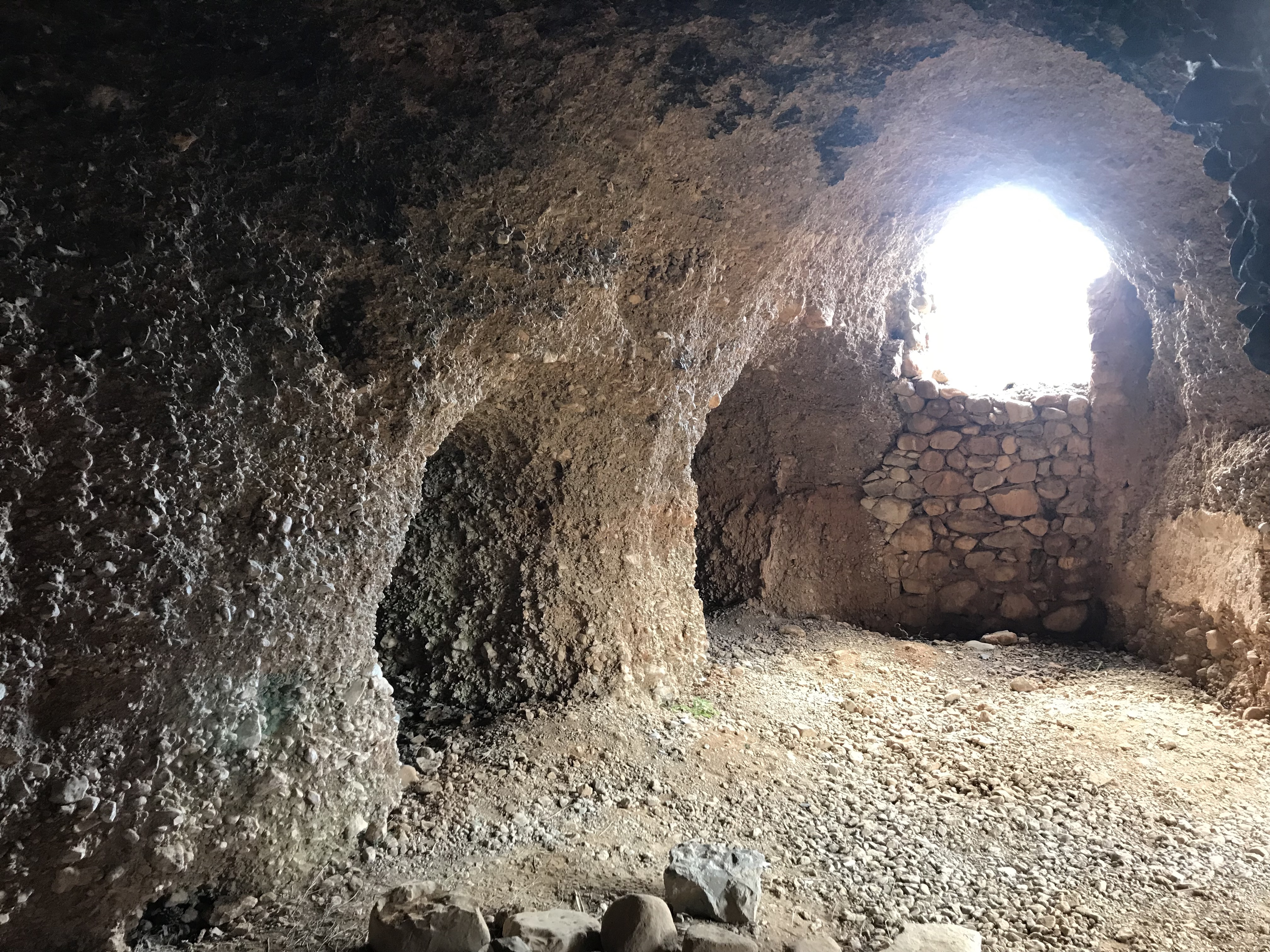
Refugi de la Guerra Civil

## Demografia
| Evolució demogràfica (des de 1842) Censos de població | Evolució demogràfica (des de 1842) Censos de població | Evolució demogràfica (des de 1842) Censos de població |

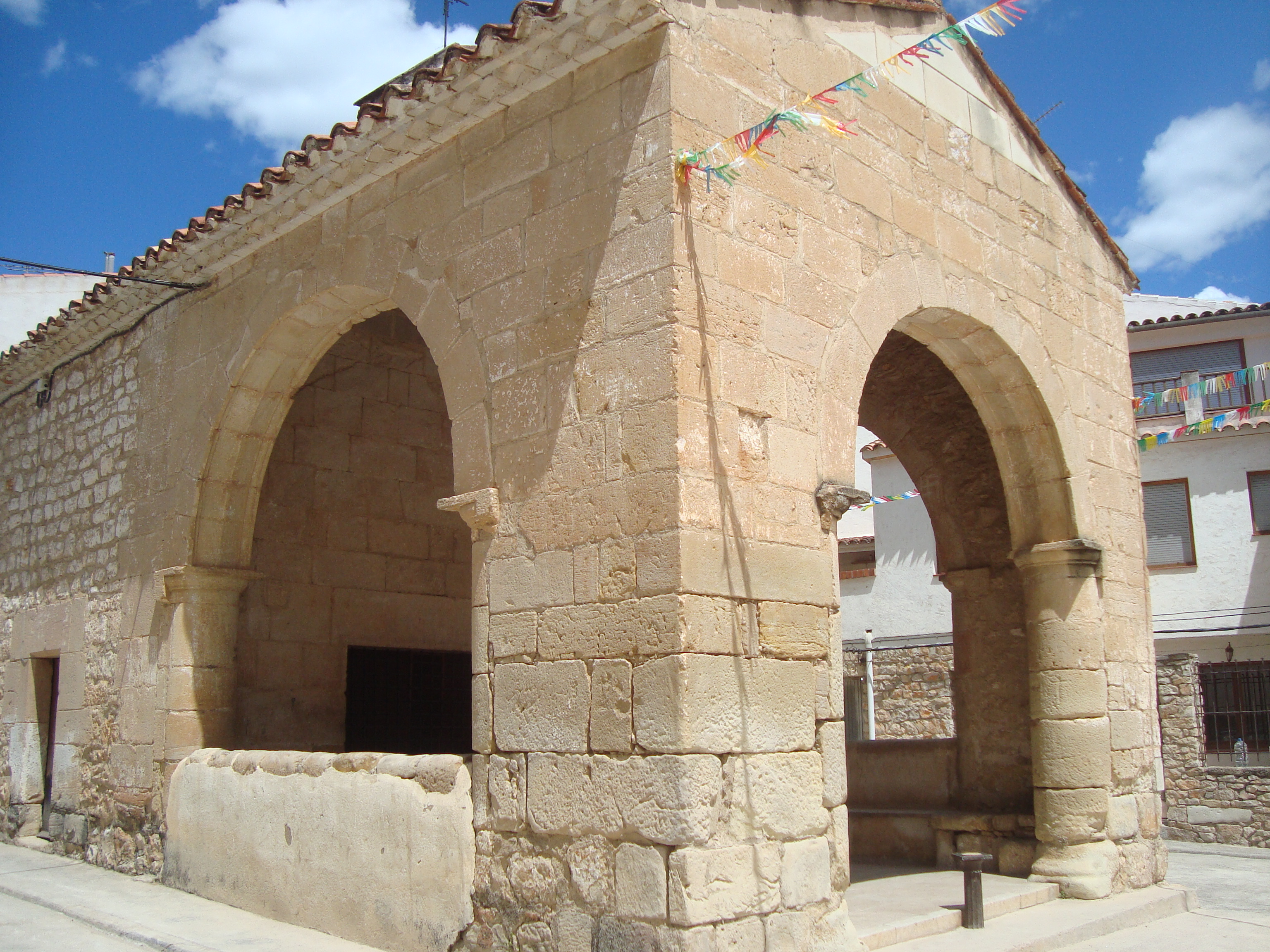
Ermita de Loreto (Atzeneta del Maestrat)

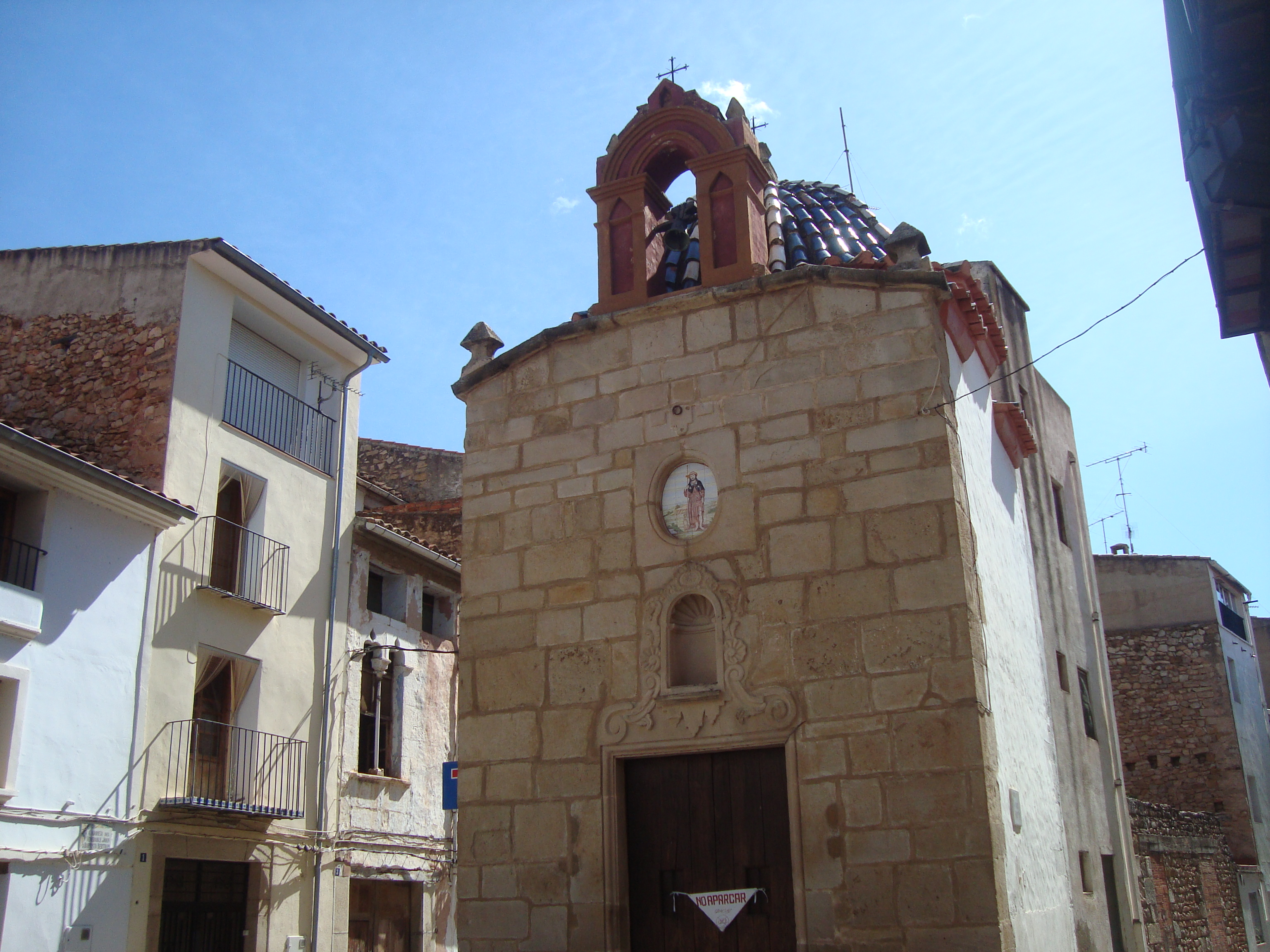
Ermita de Sant Roc (Atzeneta del Maestrat)

| ----------------------------------------------------- | ----------------------------------------------------- | ----------------------------------------------------- |
|                                                       |                                                       |                                                       |
|                                                       |                                                       |                                                       |
|                                                       | Font: Institut Nacional d'Estadística                 |                                                       |

| Població | 1.438 | 1.415 | 1.405 | 1.417 | 1.442 | 1.457 | 1.463 | 1.462 | 1.448 | 1.424 | 1.409 | 1.367 | 1.342 | 1.325 |

## Economia
L'economia d'Atzeneta s'ha basat des de sempre en l'agricultura i la ramaderia, però a hores d'ara la decadència d'ambdues activitats obliga el jovent local a buscar-se la vida lluny de sa casa. Actualment, la població depén en gran manera de la indústria taulellera de l'Alcora, Sant Joan de Moró, Onda, etc.

## Política i Govern

### Corporació municipal
El Ple de l'Ajuntament està format per 9 regidors. En les eleccions municipals de 29 de maig de 2023 foren elegits 5 regidors del Partit Socialista del País Valencià (PSPV-PSOE), 3 regidors d'Atzeneta en Marxa - Compromís i 1 del Partit Popular (PP).
| Eleccions municipals de 28 de maig de 2023 - Atzeneta del Maestrat                                                              |                                          |                                     |                                     |        |          |          |
| Candidatura | Candidatura                              | Candidatura                         | Cap de llista                       | Vots   | Vots     | Regidors |
| | Partit Socialista del País Valencià-PSOE |                                     | Santiago Agustina Segarra           | 428    | 51,13%   | 5 (-2)   |
| | Atzeneta en Marxa - Compromís            |                                     | Jaume Gil Saura                     | 264    | 31,54%   | 3 (+3)   |
| | Partit Popular                           |                                     | Jaime Casanova Roig                 | 136    | 16,24    | 1 (-1)   |
| | Vots en blanc                            |                                     |                                     | 9      | 1,07     |          |
| Total vots vàlids i regidors | Total vots vàlids i regidors             | Total vots vàlids i regidors        | Total vots vàlids i regidors        | 848    | 100 %    | 9        |
| | Vots nuls                                | Vots nuls                           | Vots nuls                           | 11     | 1,29%    |          |
| Participació (vots vàlids més nuls)                                                                                             | Participació (vots vàlids més nuls)      | Participació (vots vàlids més nuls) | Participació (vots vàlids més nuls) | 848    | 81,69%** |          |
| Abstenció | Abstenció                                | Abstenció                           | Abstenció                           | 190*   | 18,3%**  |          |
| Total cens electoral | Total cens electoral                     | Total cens electoral                | Total cens electoral                | 1.039* | 100 %**  |          |
| Alcalde: Santiago Agustina Segarra (PSPV) (17/06/2023) Per majoria absoluta dels vots dels regidors (5 vots de PSPV)            |                                          |                                     |                                     |        |          |          |
| Fonts: JEC, JEZ Castelló, M. Interior, Periòdic Ara. (* No són vots sinó electors. ** Percentatge respecte del cens electoral.) |                                          |                                     |                                     |        |          |          |

### Eleccions municipals des de 1979
L'evolució en el repartiment dels regidors per partits polítics des de les eleccions municipals de 1979 és la següent: 
| Històric de regidors a l'ajuntament d'Atzeneta |                               |      |      |      |      |      |      |      |      |      |      |      |      |
| Candidatura                                    | Candidatura                   | 1979 | 1983 | 1987 | 1991 | 1995 | 1999 | 2003 | 2007 | 2011 | 2015 | 2019 | 2023 |
|                                                | PSPV-PSOE                     | 2    | 3    | 3    | 4    | 3    | 3    | 2    | 5    | 4    | 5    | 7    | 5    |
|                                                | AP - PP                       |      | 6    | 4    | 5    | 6    | 6    | 3    | 4    | 5    | 4    | 2    | 1    |
|                                                | Atzeneta en marxa - Compromís |      |      |      |      |      |      |      |      |      |      |      | 3    |
|                                                | SA                            |      |      |      |      |      |      |      |      |      | 0    |      |      |
|                                                | AIDA                          |      |      |      |      |      |      | 2    |      |      |      |      |      |
|                                                | AMI                           |      |      |      |      |      |      | 2    |      |      |      |      |      |
|                                                | CDS                           |      |      | 2    |      |      |      |      |      |      |      |      |      |
|                                                | UCD                           | 7    |      |      |      |      |      |      |      |      |      |      |      |
| Fonts: Ministeri de l'Interior                 |                               |      |      |      |      |      |      |      |      |      |      |      |      |

### Alcaldes
Des de 2015 l'alcalde d'Atzeneta del Maestrat és Santiago Agustina Segarra de PSPV.
| Període                       | Alcalde o alcaldessa                               | Partit polític | Data de possessió     | Observacions         |
| ----------------------------- | -------------------------------------------------- | -------------- | --------------------- | -------------------- |
| 1979–1983                     | Juan José Bertrán Agut                             | UCD            | 19/04/1979            | --                   |
| 1983–1987                     | Juan José Bertrán Agut                             | AP-PDP-UL-UV   | 28/05/1983            | --                   |
| 1987–1991                     | Enrique Barberá Gil                                | AP             | 30/06/1987            | --                   |
| 1991–1995                     | José Barberá Centelles                             | PP             | 15/06/1991            | --                   |
| 1995–1999                     | José Barberá Centelles                             | PP             | 17/06/1995            | --                   |
| 1999–2003                     | Miguel Ángel Carrillo López José Barberá Centelles | PP             | 03/07/1999 25/10/2002 | Dimissió/renúncia -- |
| 2003–2007                     | Miguel Ángel Barreda Porcar                        | PP             | 14/06/2003            | --                   |
| 2007–2011                     | Joaquim Escrig Escrig                              | PSPV-PSOE      | 16/06/2007            | --                   |
| 2011–2015                     | José Barberá Centelles                             | PP             | 11/06/2011            | --                   |
| 2015–2019                     | Santiago Agustina Segarra                          | PSPV-PSOE      | 13/06/2015            | --                   |
| 2019-2023                     | Santiago Agustina Segarra                          | PSPV-PSOE      | 15/06/2019            | --                   |
| Des de 2023                   | Santiago Agustina Segarra                          | PSPV-PSOE      | 17/06/2023            | --                   |
| Fonts: Generalitat Valenciana |                                                    |                |                       |                      |

## Llocs d'interés
La Cova Obscura. Paratge Natural Municipal.

## Monuments

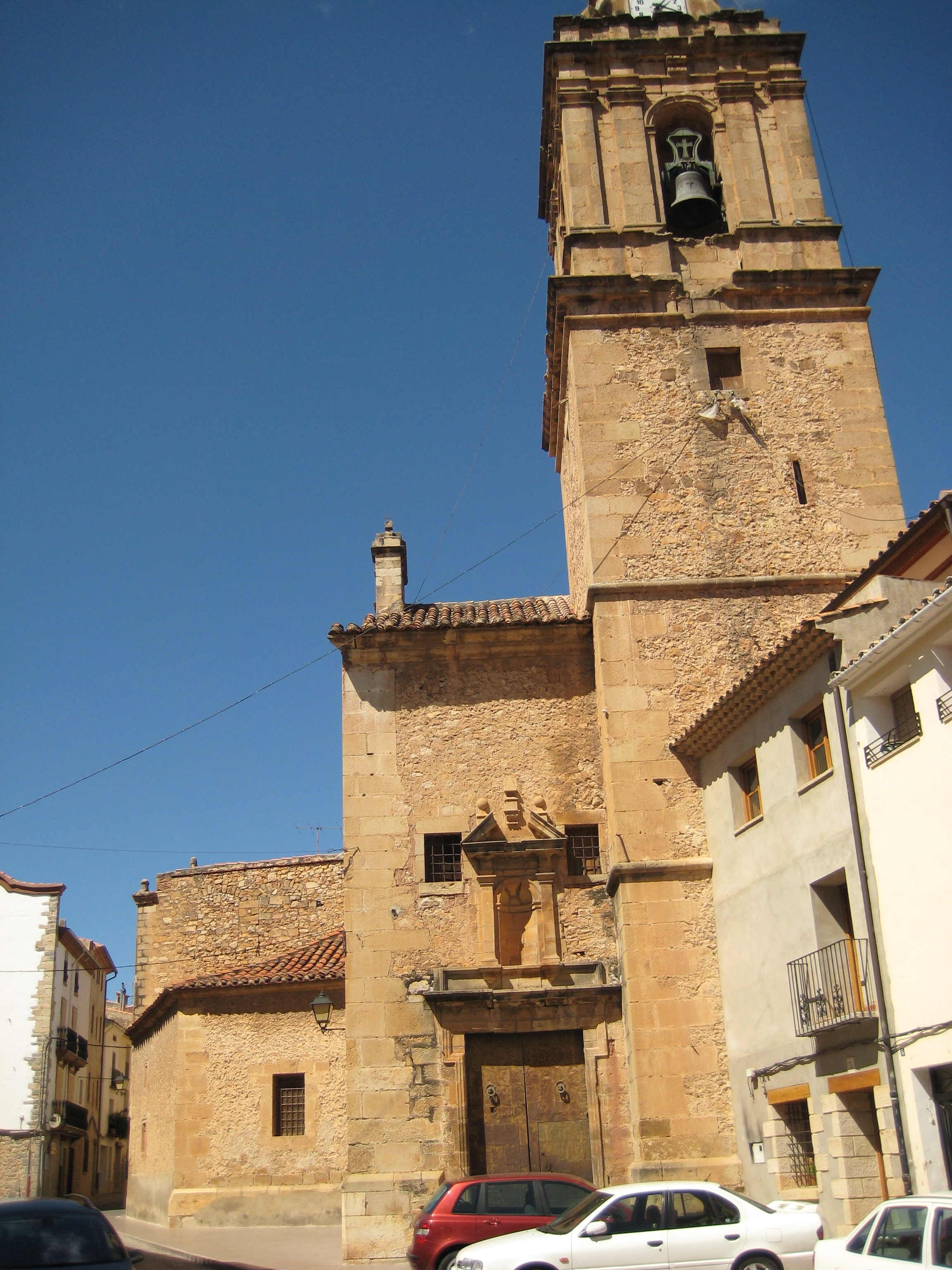
Església de Sant Bartomeu

### Monuments religiosos

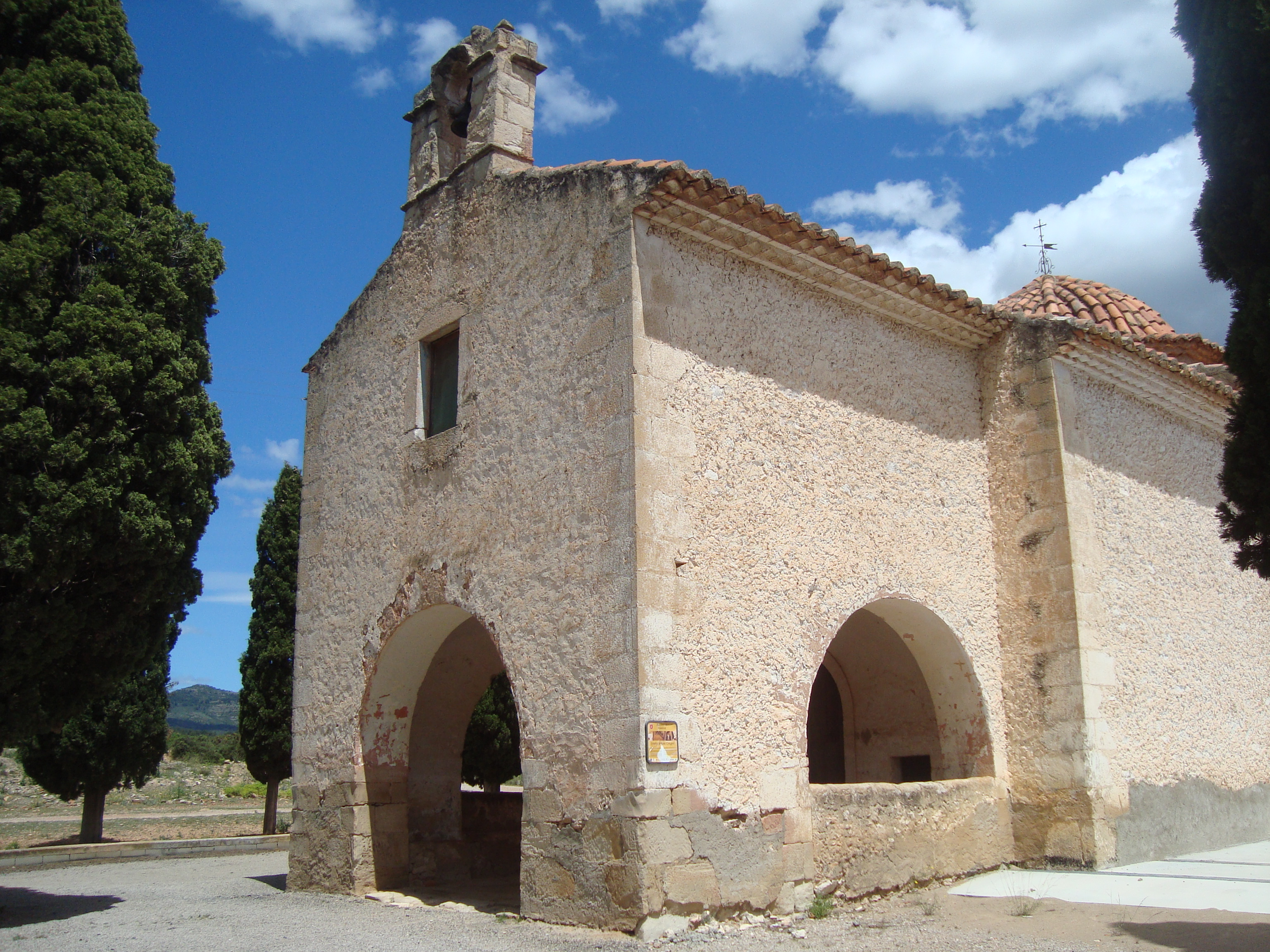
Ermita de Sant Gregori.

- Ermita de Sant Joan del Castell. Edifici del 1516 amb retaule del segle XV.
- Ermita de Loreto. Situada entre la plaça de Loreto i el carrer del Calvari, té el seu origen l'any 1602. Presenta una construcció de maçoneria, pedra i teula àrab a dos aigües. A l'exterior s'observa l'elegant atri d'entrada i les dues portes de fusta amb carreus, una d'elles original de 1596. Enfront de l'ermita tenim un magnífic peiró, mostra excel·lent de l'art religiós civil.
- Ermita de Sant Josep. Situada a la partida del Pla de Meanes, al mas de la Vila, a uns 8 km del poble, és una ermita d'autor desconegut i de traces molt modestes. Presenta una xicoteta espadanya que guarda una campaneta i un rellotge de sol, pintat sobre la frontera blanca.
- Ermita de Sant Roc. Situada a la plaça Major, és d'estil barroc i data del 1757. Hi destaca l'espadanya sobre la façana i la cúpula decorada amb teules vidriades i un panell ceràmic amb la imatge de sant Roc. Probablement de l'any 1775. La façana està rematada amb una espadanya neogòtica, d'una etapa posterior a l'ermita.
- Ermita de Sant Gregori. Situada a 1 km del poble en direcció a la Torre d'En Besora, va ser construïda l'any 1723 per a alliberar el poble de la plaga que patien les vinyes. És l'ermita més gran d'Atzeneta, amb estil barroc a l'interior. Destaca l'espadanya amb una campana fosa l'any 1854, que presenta relleus amb imatges de sant Gregori. L'interior sorprén per les pintures murals del sostre de l'altar major, del segle xix, i un retaule amb la imatge del sant conjurant les tempestes.
- Ermita del Pilar Situada a la partida del Cap del Terme, a la masada del Pou de la Riba, va ser construïda l'any 1951 pels veïns d'eixa partida.
- Església de Sant Bartomeu. Temple d'estil renaixentista, construït probablement a finals del segle xv i reformat en diverses ocasions entre els segles xvii i xviii. Hi destaca el retaule i decoració barroca (1744), així com la imatge del Crist de la Pietat (s. XVIII) i de la Verge de Betlem (s. XV).
- El campanar de pedra del segle xvii, cronològicament anterior al temple actual, és quadrat d'estil toscà. S'hi accedix per la capella del Cor de Jesús, per una escala de caragol. El segon cos conté la primitiva sala del rellotge amb la corresponent esfera exterior que donava a la plaça fins a l'any 1973. El tercer cos és l'espaiosa sala de campanes, rematat pel compartiment superior popularment conegut pels perxets als que es puja per una escala de gat situada a la part esquerra del portal de la campana menuda. Els perxets són un remat o capitell superior, on trobem el rellotge amb esferes als quatre vents.
- Museu parroquial. Conserva peces valuoses, com ara el retaule de Sant Joan Baptista, taules centrals del Baptisme del Senyor, Sant Joan Baptista i Sant Onofre. Taules de la flagel·lació de la Verge, amb fragments d'un retaule del segle xv.
- El calvari està situat al final del carrer del Calvari. Hi destaquen les ceràmiques de les 14 capelletes del Viacrucis.

### Monuments civils

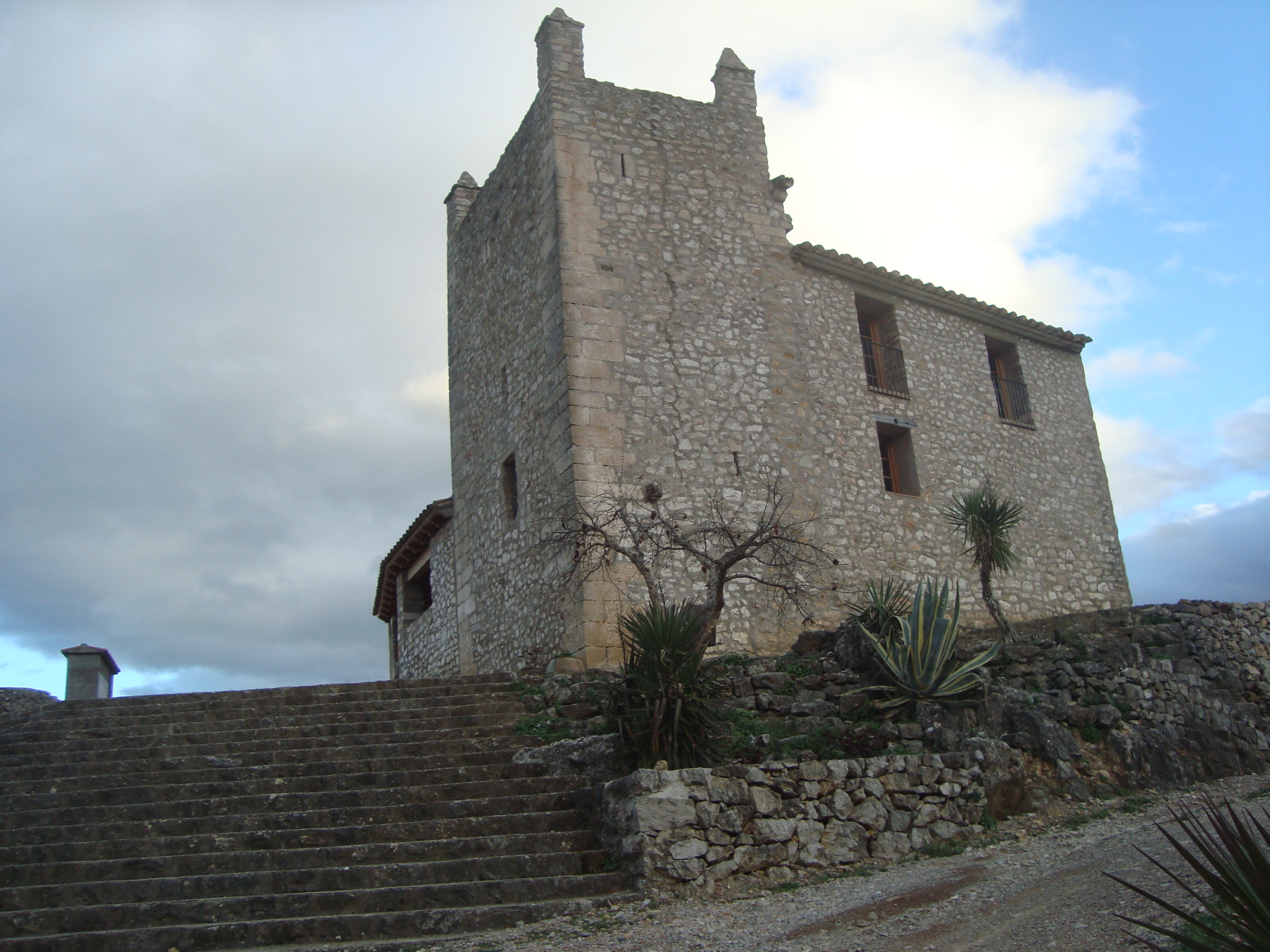
El Castell d'Atzeneta del Maestrat

- Casa de la vila. És un històric edifici, avui reconstruït, que va ser antigament hospital i palau del Comanador de la Setena de Culla durant el segle xvi. Presenta un bell pati interior i una finestra d'estil gòtic. Actualment la primera planta de l'edifici està ocupada per les dependències de l'Ajuntament, mentre que a la planta baixa hi ha el Local de la Tercera Edat i la Sala d'Actes de la Casa de Cultura. A la segona planta hi ha la Sala d'Exposicions, la Biblioteca, la Sala d'Informàtica i diversos despatxos municipals.
- Castell. Fortalesa musulmana del segle xi edificada sobre restes romanes. Situat a tres quilòmetres del nucli urbà d'Atzeneta, des d'on es vigilava el pas cap al municipi des de la Serra de Llucena. Únicament se'n conserven la torre de l'homenatge i una ermita del segle xvi dedicada als sants Fabià i Sebastià i a la Verge de l'Esperança.
- Vila closa del segle xiv, que és l'antic nucli urbà que restava dins de les muralles, plena de cases amb portalades blasonades de clara influència aragonesa.
- Torre de la presó La Torre de la Presó, situada al carrer de Sant Bartomeu, forma part de les antigues muralles medievals que protegien la població. Es tracta d'una torre de planta quadrada, la primera planta de la qual fou construïda a finals del segle xiv o principis del xv, amb finestres i reixes de ferro grosses, la qual va ser utilitzada com a presó de la vila des del 1853 fins als anys seixanta del segle xx. Actualment està restaurada completament i s'ha condicionat per a convertir-se en el Centre d'Interpretació de la Història d'Atzeneta del Maestrat.

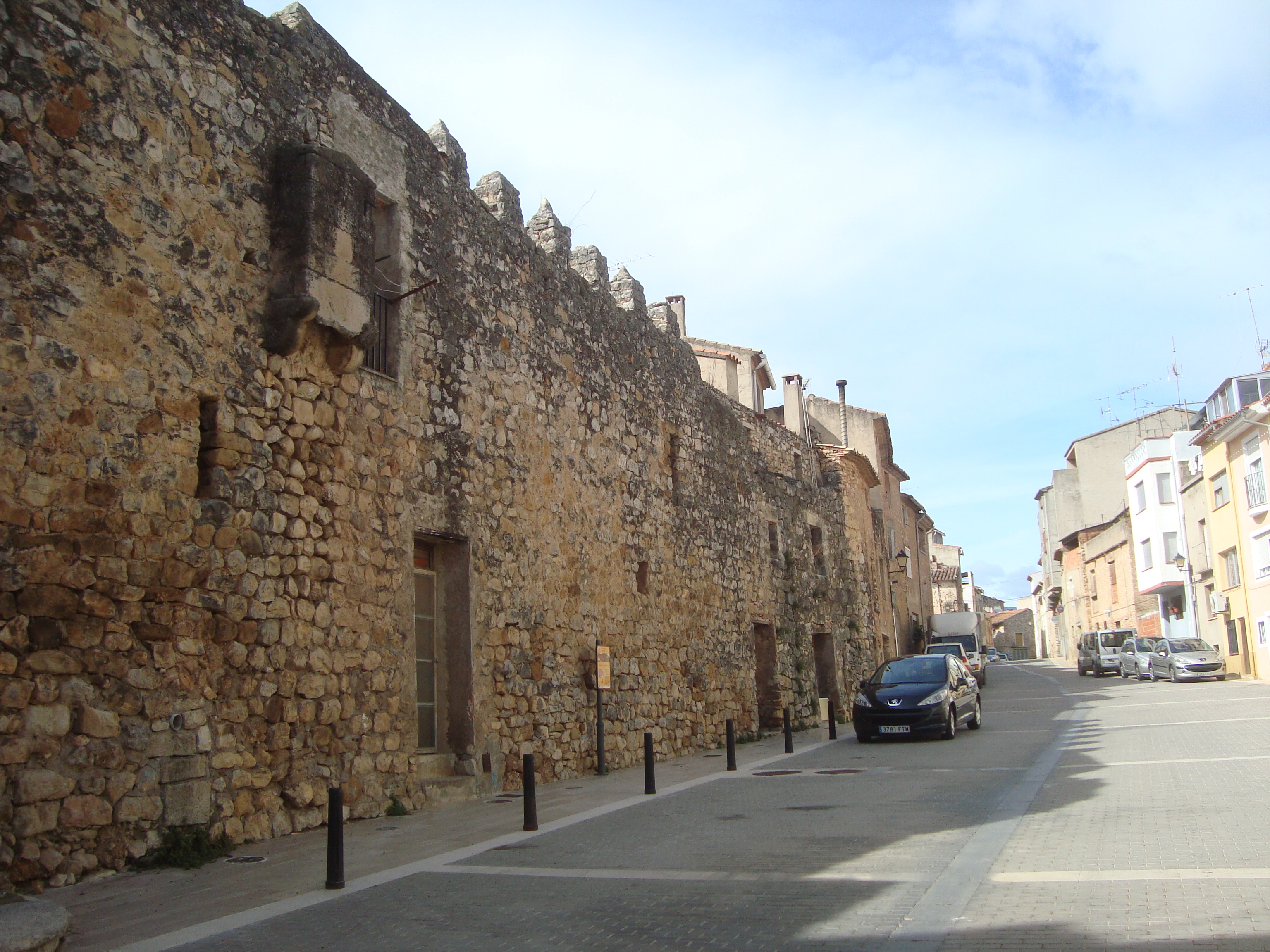
Muralles d'Atzeneta del Maestrat

- Muralles d'Atzeneta del MaestratMuralles medievals Es troben al carrer de l'Orde de Montesa i en bon estat de conservació. Formaven part de l'antiga muralla medieval que envoltava la vila fins al final del segle xviii. Es pot observar la gran alçada de la construcció i l'ús de merlets o petits pilars que permetien la defensa dels vilatans. El pas del temps ha fet que l'antiga muralla s'haja deteriorat o afegit a les cases contigües.

## Festes i altres celebracions
- Festes patronals. Durant la darrera setmana d'agost, s'hi celebren bous al carrer, balls, teatre, concerts, exposicions, esports, focs d'artifici, etcètera.
- Romeria al Castell d'hivern. En gener es fa una romeria al castell.
- Romeria al Castell d'estiu. Catorze dies després del dilluns de Pasqua es repetix la romeria al Castell. A partir de l'any 2010 i degut al resultat d'una consulta popular realitzada el 24 d'agost de 2009, el castell d'estiu es realitza el diumenge anterior a la data tradicional.
- Dilluns de Pasqua. Al llogaret de Meanes es fa una festa en què es repartix pa i oli.
- Festes de la Placeta. Festes de la barriada de la Placeta, el 25 de juliol.
- Ball dels Quintos. El 7 de desembre a la nit es fa una gran festa i l'endemà al matí es fa la processó dels farolets.
- Fira Tradicional d'Atzeneta d'arts i oficis antics. Té lloc el 8 de desembre.
- Fira de la caça i la natura. Cap de setmana d'activitats relacionades amb el món de la caça i la natura. Té lloc el darrer cap de setmana de setembre.

## Gastronomia
- El corder del Maestrat ha sigut reconegut com a marca de qualitat gastronòmica, que fa referència al corder nascut i criat al Maestrat, de gran prestigi des de l'època medieval.
- Dolços. La tradició pastissera d'Atzeneta compta amb un gran nombre de pastes, entre les quals destaquen els cruixidors fets amb mel i sucre, el panou, els pastissets, els rotllets d'aiguardent, els mostatxons, els "mantecaos", les figues albardades i el coc de collita, de tomata, sardina o cansalada i, per a acabar, la coca amb figues o panses.
- Torrons. Un apartat especial mereixen els torrons i massapans d'Atzeneta: tota una fabricació artesana i de renom.
- Embotits. Els embotits d'Atzeneta són ben coneguts i apreciats arreu de la província, ja que s'hi compta amb una llarga tradició en l'elaboració dels productes derivats del porc, entre els quals destaquen les botifarres, les llonganisses i els embotits curats.

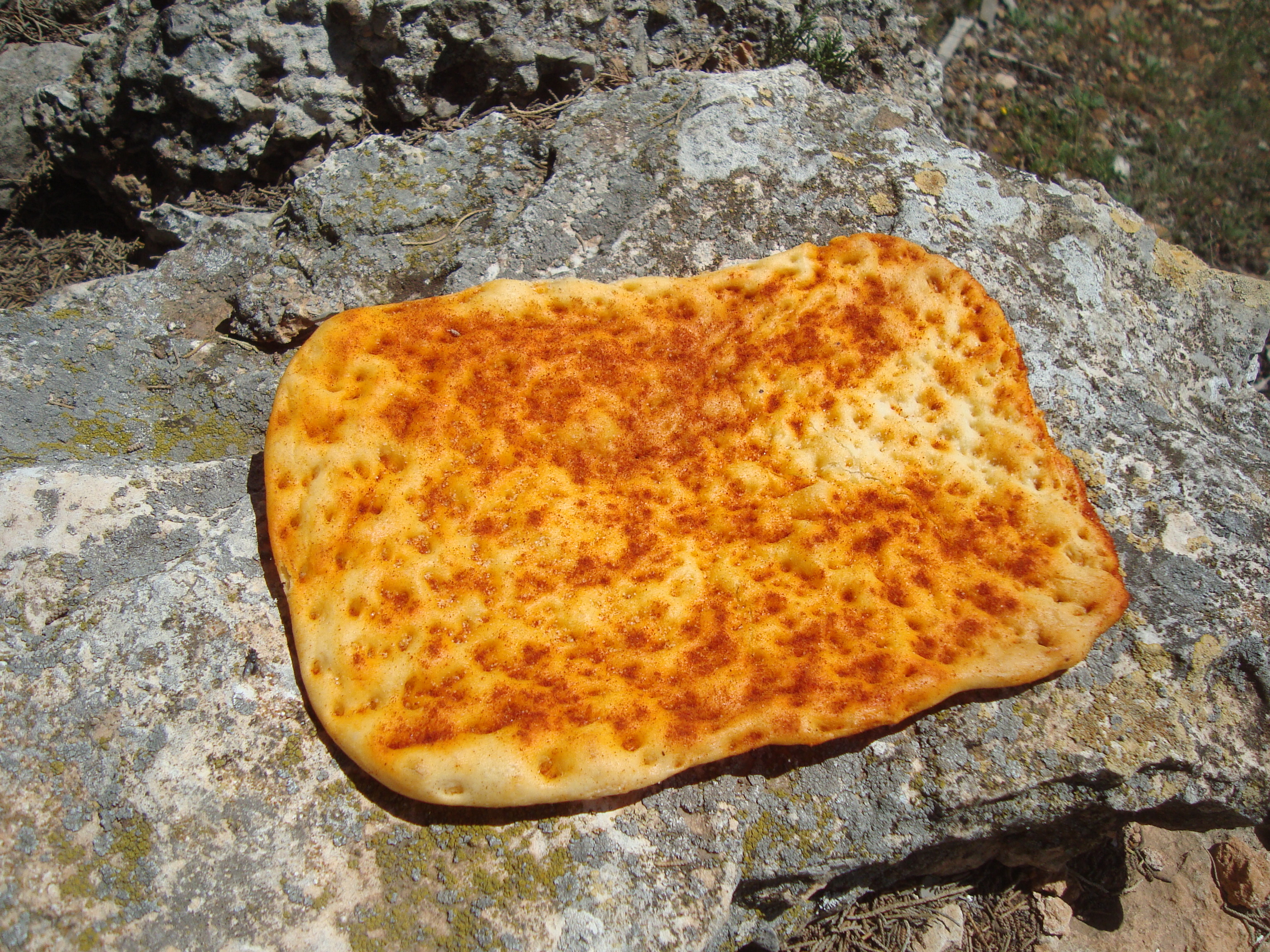
Coqueta de sal i pebre-roig

- Coqueta de sal i pebre-roigOli. L'oli d'Atzeneta, collit de les seues oliveres mil·lenàries i amb una elaboració artesanal, és de gran qualitat, així com la mel elaborada de manera artesanal.

## Jocs i esports
- U.D. Atzeneta de Castelló, es un Club de futbol amb un equip d'amateur.[12]
- Club de muntanya At-zenet[13]
- Escola comarcal de pilota d'Atzeneta del Maestrat.

## Associacions
- Associació d'Ames de casa d'Atzeneta del Maestrat
- Associació d'Amics del cavall d'Atzeneta del Maestrat
- Associació d'Aurosos-Verge del Rosari
- Associació de caçadors d'Atzeneta del Maestrat
- Associació Fira de la caça i la natura
- Associació de Joves d'Atzeneta del Maestrat AMB*JIAM
- Comissió Cultural de persones crítiques amb iniciativa d'Atzeneta del Maestrat
- Coral Cristobal Badenes
- Grup de danses d'Atzeneta
- Grup de teatre la Bambolina
- Grup de teatre l'Albarda
- Rondalla Soroll del Maestrat
- U.D. Atzeneta. Equip de futbol fundat en 1947, federat al principi amb el nom d'Atlètic Adzaneta, des de 1978 fins a 1986, i després com a U.D. Atzeneta de Castellón, des de l'any 1993.
- Societat musical Banda de música d'Atzeneta del Maestrat. Fundada l'any 1882, és una de les associacions més antigues de la localitat. Està dirigida per Isidre Andreu i Renau i la banda compta al voltant de 45 músics, 50 educands i més de 200 socis.

## Altres
- El 28 de setembre de 2002, l'ajuntament va dimitir en ple[14] per a sumar-se a les protestes que des de feia setmanes s'estaven produint al poble per a impedir que els xiquets del 1r cicle d'ESO hagueren d'anar a la localitat veïna de la Vall d'Alba a cursar els seus estudis. Fruit d'esta acció i de la forta oposició veïnal al trasllat dels alumnes, la Conselleria d'educació va permetre que durant un parell d'anys més se seguira impartint els primers dos cursos d'ESO en l'escola de la localitat.
- Durant els dies 2, 3 i 4 de maig de l'any 2008 s'hi va celebrar la V Trobada d'Estudiants dels Països Catalans, organitzada pel SEPC.
- El 8 de maig de 2010 es va realitzar a Atzeneta la I Trobada d'Escoles en valencià de les comarques d'interior de Castelló. Organitzada per la Comissió Cultural d'Atzeneta, el col·legi públic de la localitat i Escola Valenciana, va suposar la tornada, després d'alguns anys d'absència, de les Trobades d'Escoles en Valencià als pobles d'interior de Castelló.
- Atzeneta va ser un dels primers pobles del País Valencià en unir-se a la xarxa Guifi.net i el primer poble del territori adherit que va superar els 100 nodes operatius.